# Obererbach (Wallmerod)
Pour l’article homonyme, voir Obererbach (Westerwald).
Obererbach est une municipalité de la Verbandsgemeinde de Wallmerod, dans l'arrondissement de Westerwald, en Rhénanie-Palatinat, dans l'ouest de l'Allemagne.